# الن دوبین
الن دوبین (به انگلیسی: Ellen Dubin) بازیگر کانادایی است.
از فیلم‌های معروف او می‌توان به بازی در فیلم تامی و تی-رکس اشاره کرد.